# Kyrkomötet (Svenska kyrkan)

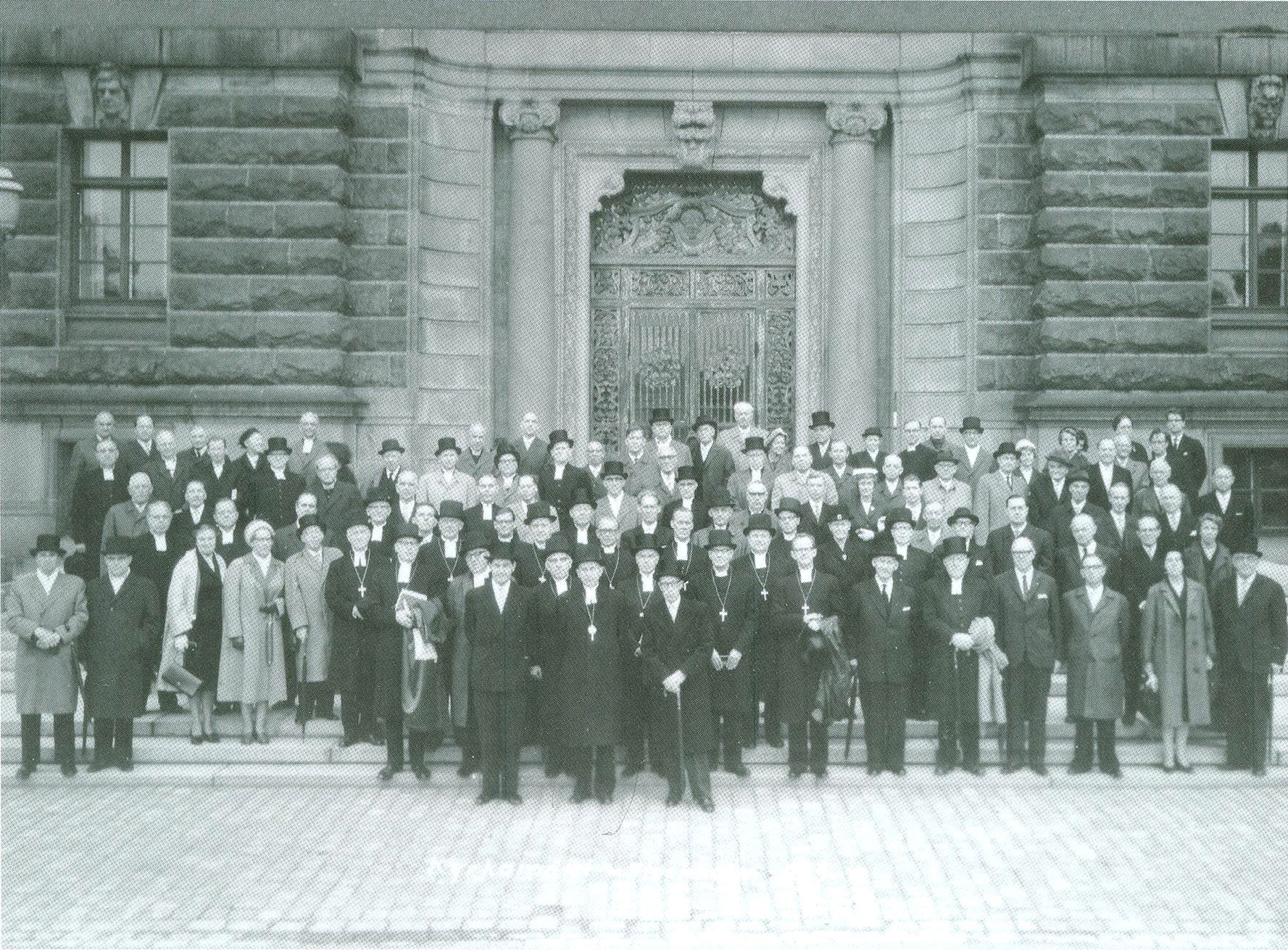
Ledamöterna vid kyrkomötet 1963 samlade kring ärkebiskop Gunnar Hultgren.

Kyrkomötet (äldre namn: allmänna kyrkomötet) är Svenska kyrkans högsta beslutande organ enligt svensk lag (Lag om Svenska kyrkan 6 §) och ska (enligt samma lags 2 §) väljas enligt demokratiska principer, något som annars inte är självklart, då Svenska kyrkan till sin bekännelse är en apostolisk kyrka. Tidigare fanns inom kyrkomötet två avdelningar med lekmän valda av lekmän och präster valda av präster. Dessa samverkande inom kyrkomötet. Detta förhållande brukar kallas ”den dubbla ansvarslinjen”, vilket definitionsmässigt innebär samverkan mellan kyrkans folkligt förankrad självstyrelse och prästerliga ämbetsförvaltning med samverkande, men från varandra avgränsade ansvarsområden.
Kyrkomötet består av 251 ledamöter varav 249 valda i direktval med kandidatlistor (uppställda av nomineringsgrupper) av en valmanskår bestående av alla kyrkomedlemmar från 16 års ålder och uppåt för en mandatperiod om fyra år. Det fanns från början ingen procentspärr mot små nomineringsgrupper i kyrkovalet men 2024 beslutade kyrkomötet att från och med kyrkovalet 2025 tillämpa en spärr på 2 % till kyrkomötet, samt att ett fast mandat i stift ska krävas för att erhålla utjämningsmandat. Sedan kyrkovalet 2013 utses ytterligare två mandat av utlandsförsamlingarnas kyrkoråd.
Ordförande i kyrkomötet är sedan 2013 centerpartisten Karin Perers från Västerås stifts valkrets. I kyrkomötets arbete deltar även biskoparna men de saknar rösträtt.
Kyrkomötet sammanträder i Uppsala två gånger per år, normalt sett fyra dagar i månadsskiftet september-oktober (vecka 40) och tre dagar i november (vecka 47). Under den första sessionen arbetar ledamöterna i utskott. Där bereds de ärenden som kommit in till kyrkomötet genom skrivelser från kyrkostyrelsen eller motioner från ledamöterna och biskoparna. Under den andra sessionen, i november, fattar sedan kyrkomötet beslut i frågorna.
Kyrkomötet väljer bland annat ledamöter till kyrkostyrelsen, som är Svenska kyrkans högsta verkställande ledning i administrativa frågor. I pastorala och dogmatiska frågor är i princip varje biskop inom kyrkan obunden av kyrkostyrelsens auktoritet. För samråd mellan biskoparna finns Biskopsmötet och för tillsyn av biskoparnas arbete finns Svenska kyrkans ansvarsnämnd för biskopar.

## Behörighet och beslutsordning
| Kyrkomötet har åtta utskott: - Gudstjänstutskottet - Organisationsutskottet - Tillsyns- och uppdragsutskottet - Ekonomiutskottet - Ekumenikutskottet - Kyrkolivsutskottet - Samhälls- och kulturutskottet - Förvaltarskapsutskottet |

Kyrkomötet beslutar i frågor som rör kyrkoordningen (Svenska kyrkans regelverk) och andra frågor av övergripande natur, till exempel om kyrkohandbok och psalmbok. Kyrkomötet kan däremot inte fatta beslut i frågor som faller inom församlingarnas eller stiftens ansvarsområden. 
De frågor som tas upp till behandling i kyrkomötet kommer i form av skrivelser från kyrkostyrelsen eller genom motioner från kyrkomötets ledamöter eller biskoparna. Skrivelsen eller motionen bereds i något av kyrkomötets utskott innan den tas upp till behandling i kyrkomötet som helhet, i så kallat plenum.
För lärofrågor finns en särskild beslutsordning. Det innebär bland annat att det före utskottsbehandlingen skall finnas ett yttrande från läronämnden, som består av biskoparna samt åtta av kyrkomötet valda ledamöter.
Resultatet av kyrkomötets beslut kan i första hand bli
- ändrade eller nya bestämmelser i kyrkoordningen och/eller
- uppdrag till kyrkostyrelsen.

## Mandatfördelning i kyrkomötet sedan 2002
|  | 74 |  |  |  | 36 |  | 15 | 43 | 24 | 48 |

|  | 71 |  |  |  |  |  | 34 |  |  | 15 | 41 | 17 | 45 |

|  | 71 |  |  |  |  | 33 |  |  |  | 34 | 18 | 41 |

|  | 73 |  |  |  |  | 38 |  | 15 |  | 30 |  | 31 |

|  | 76 |  |  | 43 |  | 24 |  | 34 |  | 22 |

| 19 | 70 |  |  |  | 47 |  |  | 19 |  | 30 |  | 20 |

## Historia

### Medeltida kyrkomöten i Sverige
I den romersk-katolska kristenheten under medeltiden blev varje land efter hand en särskild kyrkoprovins, inom vilken de kyrkliga intressena tillvaratogs och vårdades under påvens högsta inseende av landets hierarki. För att få de kyrkliga förhållandena i Sverige ordnade i denna riktning sände påven under 1100- och 1200-talen särskilda legater dit, vilka där höll möten för handläggning av kyrkliga ärenden. Det första av dessa möten var Linköpings kyrkomöte, som hölls 1152 på kallelse och under ledning av legaten Nikolaus av Albano (sedermera påve under namnet Hadrianus IV). Huvudsyftet, att göra Sverige till en självständig kyrkoprovins, uppnåddes inte på grund av slitningar inom landet. Däremot innebar svenskarnas åtagande att erlägga den så kallade Peterspenningen en närmare anslutning till romerska kyrkan. Också om kanoniska anordningar vid prästval med mera fattades beslut vid detta möte. Dessa beslut blev dock av ringa betydelse. 
Av mera ingripande natur blev det concilium provinciale, som hölls i Skänninge 1248 (Skänninge möte) under ledning av den påvliga legaten, kardinalbiskopen Vilhelm av Sabina. Världsliga stormän, däribland Birger jarl, var närvarande och bands därigenom vid synodalbesluten. Prästerna förpliktades nu till celibat, en nyhet för den svenska kyrkan, och biskoparna ålades att anskaffa den senast utkomna dekretalsamlingen. Synodalbesluten kompletterades 1250 genom en förordning av Innocentius IV, vari föreskrevs, att biskopsvalen skulle förrättas av domkapitlen. Ett med Skänningesynoden likartat möte hölls i Söderköping 1270, då man beslöt att flytta ärkebiskopsstolen från Gamla Uppsala till nuvarande Uppsala. På ett konsilium i Tälje 1277 bekräftade Magnus Ladulås kyrkoegendomens skattefrihet.

### Reformationstidens kyrkomöten
Med reformationens införande upphörde Sverige att vara en kyrkoprovins under påveväldet. Landet blev ett självständigt kyrkligt territorium under sin kungs högsta ledning. Riksdagen gav i allmänhet uttryck åt folkets mening i kyrkliga frågor lika väl som i statens. Ehuru sålunda inte någon särskild representation för kyrkan fanns organiserad, utövade dock prästerskapet i vissa avseenden ett övervägande inflytande på de kyrkliga angelägenheterna. Detta skedde genom prästeståndet vid de allmänna riksmötena, där det intill Karl XI:s tid uppträdde som ett slags rikskonsilium för utövande av den högsta andliga domsrätten med mera – detta så kallade Consistorium regni behärskades dock av biskoparna, som sålunda hade ganska fria händer vid förvaltningen av sina stift –, vidare genom prästerskapets ombud, som av regeringen vid vissa tillfällen sammankallades för att fatta beslut rörande kyrkliga spörsmål. Sådana möten eller konsilier hölls bland annat i och med Örebro koncilium 1529, där flera beslut fattades angående reformationsverkets genomförande, i Uppsala 1572, då kyrkoordningen av biskopar och prästerskap antogs till efterrättelse, samt i Stockholm 1574 och 1575 med anledning av Johan III:s liturgiska strävanden (Röda boken).

### Uppsala möte 1593
Det för svenska kyrkan viktigaste mötet var emellertid Uppsala möte 1593. I enlighet med prästerskapets anhållan sammankallade hertig Karl de förnämsta och lärdaste av prästerskapet i riket, biskopar med domkapitel och prostarna samt några präster från varje härad. Tillhopa samlades fyra biskopar och mer än 300 andra präster i Uppsala 1593. Mötet öppnades den 1 mars. Till ordförande utsågs dagen därpå professor Nicolaus Olai Bothniensis; i överläggningarna deltog endast rådsherrarna och prästerskapet. Redan 5 mars hade man förenat sig om att erkänna Bibeln som det enda rättesnöret för människans tro samt de tre symbola (apostoliska, nicenska och athanasianska trosbekännelserna) jämte den oförändrade augsburgiska bekännelsen som sanna uttryck av Bibelns läror. Johan III:s liturgi (Röda boken) förkastades, och 1571 års kyrkoordning bekräftades. Den 15 mars valdes Abrahamus Andreae Angermannus till ärkebiskop.
Uppsala möte betecknar den lutherska reformationens fulla genombrott och konsolidering inom den svenska kyrkan.

### 1595–1863
1595 sammankallade ärkebiskopen Abraham Angermannus biskopar och präster till ett möte i Uppsala. Antalet deltagande präster är inte känt. Åtskilliga frågor, såsom om kyrkohandboken och undervisningsväsendet, avhandlades. Förnämsta frukten av mötets framställningar blev de privilegier, som hertig Karl 1595 förlänade Uppsala akademi. Under 1600-talet hölls ett mindre kyrkomöte, nämligen 1637 i Stockholm, dit några biskopar, domkapitelledamöter och professorer sammankallades för behandling av kyrko- och skolärenden, men för övrigt saknade svenska kyrkan representation före mitten av 1800-talet, om man bortser från prästeståndet vid riksdagarna.
Vid jubelfesten 1793 var delegerade av prästerskapet samlade i Uppsala, då också praktiska reformfrågor rörande kyrkohandbok, bibelöversättning med mera behandlades, ehuru med magert resultat. 1893 gestaltade sig jubelfesten under ärkebiskop Anton Niklas Sundbergs imponerande ledning och med representanter från de lutherska systerkyrkorna närvarande till en gripande kyrklig högtidlighet.

### Kyrkomötet som fast institution
Bland de kyrkopolitiska idéer, som Gustav I mottog av Georg Norman, var även tanken på en fast kyrkomötesinstitution, men den kom ej till utförande, och prästerskapets begäran om en sådan i dess postulater 1593 blev också utan påföljd. Det sista allmänna svenska kyrkomötet i äldre tider, i Uppsala 1595, sammankallades av ärkebiskop Abrahamus Andreae Angermannus, men därefter blev det en gällande grundsats, att endast kungen ägde sammankalla dylika möten, och då rätten ej begagnades, förekom ej vidare några sådana. Mötet 1637 kan ej kallas ett allmänt kyrkomöte, utan var snarast en konferens med tillkallade sakkunniga. Förgäves yrkades under förarbetena till 1686 års kyrkolag på 1650-talet av Emporagrius och Laurelius, att kyrkomötesinstitutionen skulle återupplivas och lagstadgas.
Prästeståndet på riksdagarna förblev den svenska kyrkans enda gemensamma representation, eller ock verkade ståndsriksdagen i sin helhet som sådan i och med att riksdagen behandlade kyrkliga ärenden. Vid jubelfesterna 1693 och 1793 behandlades visserligen av det ganska talrikt samlade prästerskapet kyrkliga ärenden, men dessa sammankomster hade ej karaktär av officiella kyrkomöten.
Först de under 1800-talets förra hälft uppträdande separatistiska och frikyrkliga rörelserna framkallade åter önskningar om en särskild kyrklig representation – till enhetens bevarande eller till hävdande av större självständighet för kyrkan i förhållande till staten. Den senare synpunkten hade i synnerhet en förkämpe i Johan Henrik Thomander, och som ledamot av en kyrkolagskommitté genomdrev han, att kyrkomötosinstitutionen fick plats i kommitténs förslag 1846. Redan vid 1844–1845 års riksdag hade inom prästeståndet frågan om inrättande av allmänna kyrkomöten väckts, men emedan dåvarande kyrkolagskommitté tillämnade ett fullständigt förslag i detta hänseende, ansåg man sig icke böra gå detsamma i förväg. Vid 1853–1854 års riksdag väcktes motioner om kyrkomöte av Thomander i enlighet med kommitténs betänkande om ett dylikt, men i mera statskyrklig riktning av August von Hartmansdorff, båda förgäves. Sedan frågan av Thomander i sammanhang med det framträngande kravet på religionstvångets lättande ånyo bragts till liv vid riksdagen 1856–1858, beslöt denna en förordning om kyrkomöte, men den vann ej Kunglig Majestäts sanktion.
Den de geerska representationsreformen, som skulle beröva prästerskapet dess ställning som riksstånd, medförde slutligen, att strävandet kröntes med framgång. Vid 1862–1863 års riksdag, som fick mottaga representationsförslaget, fattades nämligen med anledning av en kunglig proposition ett beslut, som 16 november 1863 sanktionerades genom kungliga förordningen angående allmänt kyrkomöte, och i sammanhang med den nya riksdagsordningens antagande grundlagsfästes själva kyrkomötesinstitutionen i regeringsformen.

#### Allmänt kyrkomöte 1863–1982

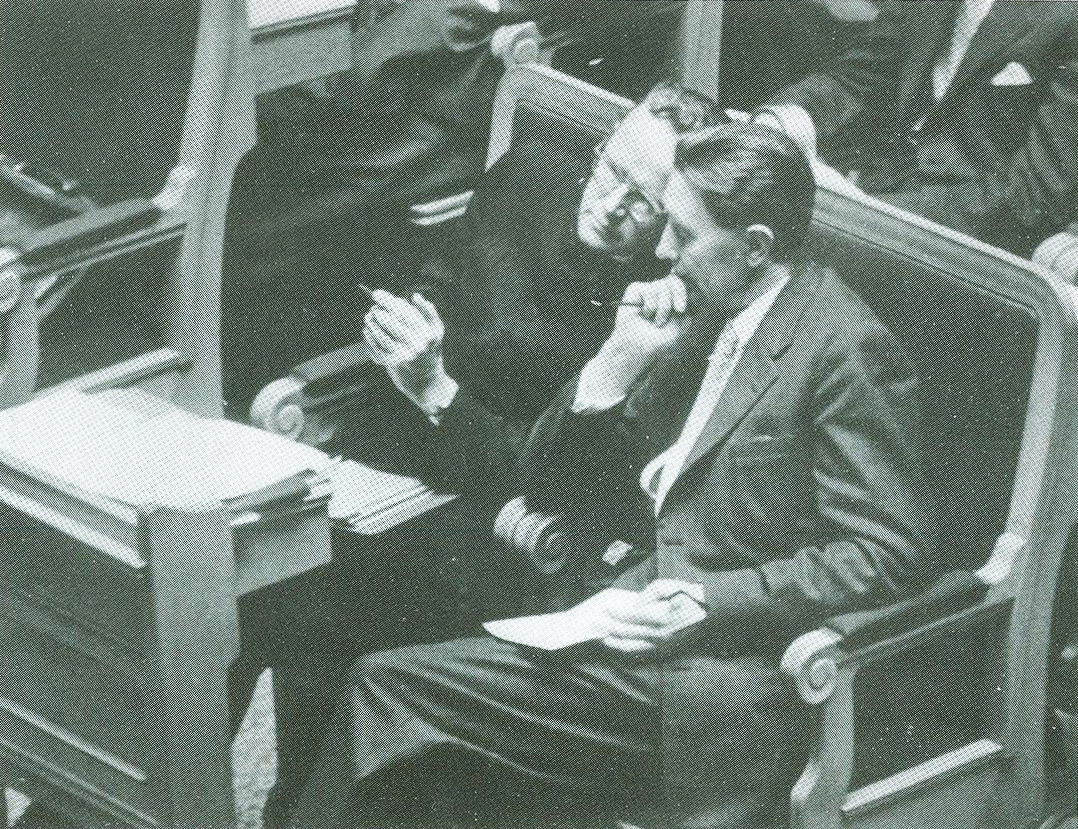
Biskop Bo Giertz och riksdagsman Ernst Staxäng i riksdagens andra kammare under ett kyrkomöte på 1950-talet.

Det allmänna kyrkomötet bestod av lika många prästerliga ledamöter som lekmannaledamöter och skulle på regeringens kallelse samlas åtminstone vart femte år under ärkebiskopens ordförandeskap, vilket skedde första gången 1868. Biskoparna var självskrivna ledamöter och fram till 1970 hade de teologiska fakulteterna vid Lunds och Uppsala universitet två representanter vardera. Justitieministern och ecklesiastikministern hade yttranderätt. Efter 1893, 1903, 1905 och 1909 års ändringar i kyrkomötesförordningen bestod kyrkomötet av 64 ledamöter, varav hälften lekmän. År 1949 utökades antalet ledamöter till inalles 100, varav 57 lekmän. Det uttalade syftet vid kyrkomötets tillkomst var att detta skulle vara en opolitisk beslutsförsamling, där präster och lekmän möttes för att framlägga "prästernas och församlingarnas gemensamma tanke". Lekmannaombuden skulle uttryckligen representera de församlingar de kom ifrån, inte olika åsikts- eller partigrupper.
Kyrkomötet fick behandla endast ”kyrkliga mål”, men sådana kunde komma under dess handläggning antingen genom kunglig proposition eller genom motion av ledamot. Den ordinarie motionstiden inskränktes 1905 till åtta dagar från mötets början. Kyrkomötet ägde vetorätt mot av konung eller riksdag önskad ändring av kyrkolag och prästerskapets privilegier och mot av Högsta domstolen och riksdag åvägabragd förklaring av kyrkolag, men detta innebar ej vetorätt mot själva kyrkomötesinstitutionens avskaffande, ty de nämnda paragraferna, som innehöll grundlagsgarantierna för kyrkomötets existens, var själva ej av kyrkolags- eller privilegienatur. Däremot tyckes meningen ha varit, att själva kyrkomötesförordningen skulle vara kyrkolag; åtminstone hade för ändringar däri kyrkomötets bifall inhämtats. Vare sig kyrkomötet hade vetorätt eller ej, ägde det själv ej att taga initiativ i en fråga annat än genom petition till konungen. Huruvida dess egna framställningar i kyrkolags- och privilegiefrågor skulle framläggas för riksdagen, berodde således på konungen (regeringen). Enligt praxis ansågs en sådan framställning innebära ett på förhand givet samtycke som inte föranledde förnyad behandling i kyrkomötet efter regeringens och riksdagens godkännande. I takt med att kyrkofullmäktigeeinstitutionen inrättades på lokalnivån som en kopia av kommunalfullmäktige och därmed fick  en inbyggd  partipolitiserande struktur kom partipolitiseringen också att dominera och ta över kyrkomötets sammansättning. Ombuden började väljas på listor utifrån sin riksdagspolitiska hemhörighet. De ansågs nu representera sina partier och inte sina hemförsamlingar. Detta blev mycket tydligt från 1970-talets slut och efter 2000 totalt dominerande.

#### Ändrade förhållanden kyrka–stat
Inför de förändrade relationerna mellan kyrka och stat, som genomfördes år 2000, ersattes 1982 det allmänna kyrkomötet med det nuvarande med 251 indirekt valda ledamöter (samtliga lekmän) som skulle samlas årligen. Samtidigt inrättades en centralstyrelse (nuvarande kyrkostyrelsen), vilket tidigare saknats. Från och med 2001 utses kyrkomötets ledamöter i direkta val av Svenska kyrkans röstberättigade medlemmar. Före 1998 var valperioderna treåriga.